# Nicrophorus kieticus
Nicrophorus kieticus là một loài bọ cánh cứng trong họ Silphidae được miêu tả bởi Mroczkowski in 1959.